# Distretto di Maras
Il distretto di Maras è uno dei sette distretti della  provincia di Urubamba, in Perù. Si trova nella regione di Cusco.